# スポンジ・ボブ スポンジ・ボブ ファミリー大救出作戦!!
『スポンジ・ボブ スポンジ・ボブ ファミリー大救出作戦!!』（すぽんじぼぶ すぽんじぼぶ ふぁみりーだいきゅうしゅつさくせん、英: The SpongeBob Movie: Search for SquarePants）は、2025年に公開予定のスポンジ・ボブ (映画シリーズ)の冒険コメディ映画。シリーズ7作目の映画。ステファン・ヒーレンバーグによるスポンジ・ボブを原作とする。
映画はデレク・ドライモンによって監督され、マルク・チェッカレリ、カズ、パム・ブラディの原案をもとにパム・ブラディとマット・リーバーマンによって脚本が書かれた。
映画は2022年に開発が開始され、2023年4月までにデレク・ドライモンが監督に就任した。楽曲はジョン・デブニーによって作曲された。
映画はParamount Picturesによって2025年12月19日にアメリカ合衆国で公開される予定で、日本での公開予定日は発表されていない。

## あらすじ
スポンジ・ボブとその仲間たちが、さまよえるオランダ人と対峙するために海の最深部へ向かう史上最大の航海へと出る。

## 登場キャラクター
（この節の出典）

### メインキャラクター
- スポンジ・ボブ（SpongeBob SquarePants）
  - 英語版声優: トム・ケニー[8]
- カーニ（Mr. Krabs）
  - 英語版声優: クランシー・ブラウン[8]
- イカルド・テンタクルズ（Squidward Tentacles）
  - 英語版声優: ロジャー・バンパス[8]
- パトリック・スター（Patrick Star）
  - 英語版声優: ビル・ファッガーバッケ[8]
- サンディ・チークス（Sandy Cheeks）
  - 英語版声優: キャロリン・ローレンス（英語版）[8]
- プランクトン（Plankton）
  - 英語版声優: ミスター・ローレンス（英語版）[8]
- さまよえるオランダ人（The Flying Dutchman）
  - 英語版声優: マーク・ハミル[9]

### 役名不明
- ジョージ・ロペス[10]
- アイス・スパイス[10]
- アルトゥーロ・カストロ（英語版）[10]
- シェリー・コーラ（英語版）[10]
- レジーナ・ホール[10]

## 製作

### 開発
今作が開発されている事は2022年2月に公式に確認された。2023年4月全米劇場所有者協会のCinemaConにあるパラマウント・ピクチャーズのパネルにおいて映画の英語版タイトルが『The SpongeBob Movie: Search for SquarePants』となり、デレク・ドライモンが監督を務めるとされた。またマルク・チェッカレリ、カズ、パム・ブラディの原案をもとにパム・ブラディとマット・リーバーマンによって脚本が書かれるとされた。リサ・スチュワート、パム・ブラディ、アーロン・デムがプロデューサーとなる事も発表された。パラマウント・アニメーション、ニコロデオン・ムービーズ、Domain Entertainment、メディア・ライツ・キャピタルが製作をするとした。
2024年4月、トム・ケニー、クランシー・ブラウン、ロジャー・バンパス、ビル・ファッガーバッケ、キャロリン・ローレンス、ミスター・ローレンスがアニメと同様のキャラクターで声優として出演する事が発表された。2024年7月、サンディエゴ・コミコンにおいてマーク・ハミルがアニメで声優を担当するブライアン・ドイル＝マーレイに代わって、さまよえるオランダ人の声優を務める事が発表された。2025年6月アヌシー国際アニメーション映画祭においてジョージ・ロペス、アイス・スパイス、アルトゥーロ・カストロ、シェリー・コーラ、レジーナ・ホールが映画に声優として参加する事が発表された。

### 音楽
2025年4月、スポンジ・ボブ 海のみんなが世界を救Woo!でも楽曲の作曲をしたジョン・デブニーが、今作においても楽曲の作曲をする事が報じられた。2025年6月、アイス・スパイスが声優として出演するとともにサウンドトラック用にオリジナル楽曲の作成に貢献するとされた。

## 公開
『スポンジ・ボブ スポンジ・ボブ ファミリー大救出作戦!!』（英: The SpongeBob Movie: Search for SquarePants）はパラマウント・ピクチャーズによって2025年12月19日にアメリカ合衆国で公開される予定である。短編映画であるティーンエイジ・ミュータント・ニンジャ・タートルズ: クロームアローン2 - ニュージャージーで迷子が本作に付随して同時公開される予定である。
元々2025年5月23日に公開される予定であったが、2023年SAG-AFTRAストライキによって公開が後ろ倒しになったミッション:インポッシブル/ファイナル・レコニングが2025年5月の公開スロットを取ったため、2025年12月19日に延期された。